# Георги Музалон
Георги Музалон (на старогръцки: Γεώργιος Μουζάλων; Geōrgios Mouzalōn; * ок. 1220 в Адрамитон; † 25 август 1258 при Нимфейон при Смирна) - е византийски държавник, най-близък съветник на никейския император Теодор II Ласкарис (упр. 1254 – 1258) и регент на малолетния Йоан IV Дука Ласкарис (упр. 1258 – 1261).
Георги произхожда от неблагородническата фамилия Музалон, която се появява за първи път през XI век, а най-известен неин член е патриархът на Константинопол Николай IV Музалон (1147 – 1151). След завладяването на Константинопол от кръстоносците през април 1204 г. фамилията емигрира в Мала Азия, където Ласкаридите основават Никейската империя.
Георги и братята му Теодор и Андроник са приети в двора на император Йоан III Дука Ватаци, и стават част от обкръжението на престолонаследника Теодор - вероятно са възпитавани заедно с него от учения Никифор Блемид. След коронизацията на Теодор през 1254 г. в Нимфейон Георги Музалон е назначен за велик доместик и поема главнокомандването над никейската войска; братята му стават протовестиарий или протокиниг. Георги Музалон става най-важният съветник на младия император - когато през 1255 г. Теодор заминава на поход, той поверява управлението на Георги Музалон. След завръщането си Теодор II го прави протосеваст и протовестиарий и велик стратопедарх, а Андроник Музалон заменя брат си на поста велик доменстик.
Императорът избира аристократки за жени на братята Музалон - Георги Музалон е оженен през 1256 г. за Теодора Палеологина Кантакузина (1240 - 6 декември 1300), племенница на Михаил Палеолог. През август 1258 г. Теодор II, намиращ се на смъртно ложе, прави завещание, с което определя Георги Музалон и патриарх Арсений Авториан за регенти на осемгодишния престолонаследник Йоан IV. Срещу Музалон е организиран заговор начело с Михаил Палеолог. На 18 август 1258 г., след смъртта на Теодор II Ласкарис, Георги Музалон застава начело на регентския съвет на Йоан IV Дука Ласкарис. По време на заупокойна служба за покойния император на 25 август 1258 г. в манастира Сосандра при Магнезия Георги Музалон е убит от наемни войници, а същата участ споделят брат му Адроник, секретарят му Теофилакт и зет му. След това Михаил VIII Палеолог (упр. 1259 – 1282) застава начело на регентството и през 1259 г. детронира младия Йоан IV, а през 1261 г. след Превземането на Константинопол, основава династията на Палеолозите.